# Planned Parenthood v. Casey
Planned Parenthood v. Casey is een arrest van het Amerikaanse Hooggerechtshof uit 1992.